# Омолль, Теофиль
Теофи́ль Омо́лль (фр. Jean Théophile Homolle; 19 декабря 1848 года, Париж, Франция — 13 июня 1925 года, Париж, Франция) — крупнейший французский учёный-археолог и эпиграфист, дважды занимавший должность директора Французской (археологической) школы в Афинах (1890—1903, 1912—1913). В научном мире прославился своими раскопками на Делосе (1877—1878) и в Дельфах (1892—1903).

## Биография
Теофиль Омолль родился 19 декабря 1848 года в Париже, Франция. Выпускник Высшей нормальной (педагогической) школы Жан-Теофиль в 1874 году получил учёную степень агреже по истории (agrégation d'histoire). Он не хотел заниматься средним образованием, а намеревался всецело посвятить себя археологии. Незадолго до этого, в 1873 году, его соотечественник археолог А. Дюмон основал филию Французской (археологической) школы в Афинах; он-то и пригласил Теофиля следить за раскопками в Остии в течение года. На основе обнаруженного материала Омолль оставил «Очерк истории, учреждений и топографии Остии по недавним открытиям» («Essai sur l'histoire, les institutions et la topographie d'Ostie d'après les récentes découvertes»), который, однако, не был опубликован. Вскоре тот же Альбер Дюмон, сменивший Эмиля-Луи Бюрнуфа на посту директора Французской (археологической) школы в Афинах в 1875 году, позвал Теофиля к себе и тот стал её членом. Приблизительно, в это же время А. Дюмон раздумывал о снаряжении научно-исследовательской экспедиции в Константинополь с эпиграфической целью, которую по неизвестным причинам отложил.
Следует заметить, что, начиная с 1846 года Французская (археологическая) школа в Афинах начала проявлять интерес к о. Делос, где когда-то находилось святилище Аполлона. Некоторые её члены занимались раскопками тех мест: один из них, Леон Адриан Терье (фр. Léon Adrien Terrier), в 1864 году оставил свои воспоминания об острове, проведя там месяц. Чуть позже, в 1873 году, Жак Альбер Лебег (фр. Jacques Albert Lebègue) раскопал западный склон Кинфской горы, где, как он полагал вместе с Эмилем Бюрнуфом, что нашёл «примитивный храм делосского Аполлона». Ж. Лебег частично расчистил вершину Кинфской горы, где располагалась терраса, а позднее написал книгу «Поисковые работы на Делосе» («Recherches sur Délos»), изданную в 1876 году.
В том же 1876 году действующий руководитель Археологической школы в Афинах, А. Дюмон, отправил Теофиля Омолля на Делос, чтобы тот установил, где именно Французской школе следует продолжать дальнейшие раскопки. Альбер Дюмон предположил, что храм Аполлона должен находиться между горой Кинф и морем. Необъятность античных руин острова испугала Дюмона, и он решил, что средства, необходимые для проведения такого масштабного исследования, превышают и без того скромный бюджет Французской (археологической) школы. Делос — безлесый, необитаемый остров, проживание на котором даже летом — ещё то испытание. Помимо того, участникам экспедиции необходимо было ежевечерне пересекать морской рукав, чтобы добраться до о. Риния. Возвратясь с Делоса, Теофиль Омолль высказал своё сомнение в целесообразности осуществления там раскопок, но Дюмон смог переубедить его. На карте, составленной ещё во время 3-й Архипелагской экспедиции (1827—29 годы), было обозначено поле руин под названием Мармара, то есть «мрамор». Исходя из этого Омолль предположил, что именно это место на мореходной карте должно соответствовать главному святилищу бога на Делосе.
Теофиль Омолль являлся членом Французской (археологической) школы в Афинах в 1877—78 годах. На о. Делос он побывал четырежды: в 1878, 1880, 1885 и 1888 годах.
В 1877 году Омолль расчистил южную и западную стороны одного крупного храма, известного как «Большое святилище Делоса». К западному побережью острова проложены два параллельных пути: на одном из них был обнаружен Ойкос наксоссцев, на другом, располагающимся севернее, — Поринос Наос. Альбер Дюмон назвал найденные там надписи бесценными.
В 1878 году Т. Омолль полностью завершил изучение этих двух античных святилищ, где были обнаружены такие изваяния, как экс-вото Никандра Наксосского, статую Ники, зонтообразные акротерии, храм афинян, называемый также «Храмом семи статуй». В том же году (1878-м) А. Дюмона сменил Поль Фукар, который оставался директором Археологической школы вплоть до 1890 года.
Археологические раскопки Омолля, которые он продолжил и в 1879 году, привели к открытию южных пропилей, торжественно ведущих к храму Аполлона, «Южного Портика», расположенного южнее, напротив дромоса, ведущего к пропилеям. Во время работ был также обнаружен портик македонского царя Филиппа V. Под руководством учёного были найдены четыре Ойкос, располагавшиеся по выпуклой окружности северо-восточнее храма Аполлона.
В 1880 году, через год после находок экспедиции Дюмона, Теофиль Омолль вновь отправился на Делос. Там он сделал более точные картографические планы мест, где ранее осуществлялись раскопки, и завершил обследование тогда же обнаруженных античных зданий. В восточной части острова он неожиданно для себя обнаружил делосский пританей, который ранее трактовался археологами как теменос Диониса, а южнее — агору делоссцев, ранее обозначенную как «Четырёхугольный портик». Помимо того, Омолль более-менее определил перибол святилища Аполлона так же, как и перибол Артемисиона.
Позднее учёный проверил и уточнил некоторые детали раскопок во время двух последних научных экспедиций, состоявшихся в 1885 и 1888 гг. В 1885 году он защитил докторскую диссертацию на тему «О древнейшей статуе делосской Дианы» (лат. De antiquissimis Dianae simulacris deliacis), которая представляет собой археологический труд об эволюции изваяний Артемиды, начиная с древнейших времён. Он опубликовал «Записи священного Управления Делоса» (315—166 до н. э.; фр. Les Archives de l’Intendance sacrée à Délos). В книге приводится перечень всех собранных надписей, касающихся управления товарами и сокровищами святилища Делоса распорядителями священного Фонда.
Вернувшись во Францию в 1879 году, Теофиль Омолль преподавал на факультете литературы в своём родном городе и, параллельно, — в Высшей нормальной (педагогической) школе, что в столице. Когда Поль-Франсуа Фукар был назначен директором Французской археологической школы в Афинах, он стал его заместителем в Коллеж де Франс в 1884 году прежде, чем в 1890 г. сменил Фукара и на посту директора Археологической школы в Афинах. В качестве директора Археологической школы Омолль проявил себя как умелый переговорщик, сумев получить необходимое финансирование и разрешение на проведение раскопок в Дельфах (в 1892—1903 гг.), имеющих огромное археологическое значение, в которых принимал участие архитектор А. Турнер. Во время своего пребывания на должности директора он основал светскую школу для преподавания французского языка.
В 1892 году Теофиль Омолль стал членом Академии надписей и изящной словесности. Позже, в 1910 году, учёный поступил в Академию изящных искусств, после стал одним из основателей Международного академического союза (UAI, 1919 г.), председателем которого был с 1923 года вплоть до своей смерти.

## Награды
Незадолго до своей кончины (постигшей археолога в его родном городе 13 июня 1925 г.), в 1924 году, Теофиль Омолль был удостоен звания офицера ордена Почётного легиона.

## Избранные труды
- «Fouilles exécutées à Délos» (в Revue archéologique, 1880);
- «De antiquissimis Dianae simulacris deliacis» (опубликована в Париже А. Лабиттом в 1885);
- «Les Archives de l’Intendance sacrée à Délos» (315—166 av. J. C.), также изданную в Париже Э. Торином в 1887 году.